# 파미르인
파미르인은 파미르고원에 살며 파미르어군 언어를 사용하는 이란계 민족이다. 이들은 보통 타지키스탄 고르노바다흐샨 자치주, 아프가니스탄의 바다흐샨주, 중국 신장위구르 자치구의 타슈쿠르간 타지크 자치현, 파키스탄의 훈자 계곡에 거주하고 있다.
종교적으로는 대다수의 파미르인들이 시아파 이슬람에 속하는 나자리 이스마일파를 믿고 있으나, 소수는 19세기경에 수니파로 개종하였다.

## 타지키스탄의 파미르인
타지키스탄 동부인 고르노바다흐샨 자치주에 사는 파미르인들은 타지키스탄 정부의 통계에서 타지크인의 일부로 분류되고 있다.

## 아프가니스탄의 파미르인
아프가니스탄에서는 파미르인과 타지크족이 별개의 민족으로 분류된다.

## 중화인민공화국에 거주하는 파미르인
중화인민공화국에서 56개의 민족으로 분류한 투지크족은 타지키스탄 동부에 사는 파미르인의 한 갈래이나, 파미르인 자체가 타지크인의 갈래라는 판단 하에 타지크인으로 분류되고 있다. 거의 대부분 사리콜리어를 쓰며, 소수는 와키어를 쓰는 와키족이다. 거의 대부분 신장 위구르 자치구 타슈쿠르간 타지크 자치현에 거주한다.

## 갤러리

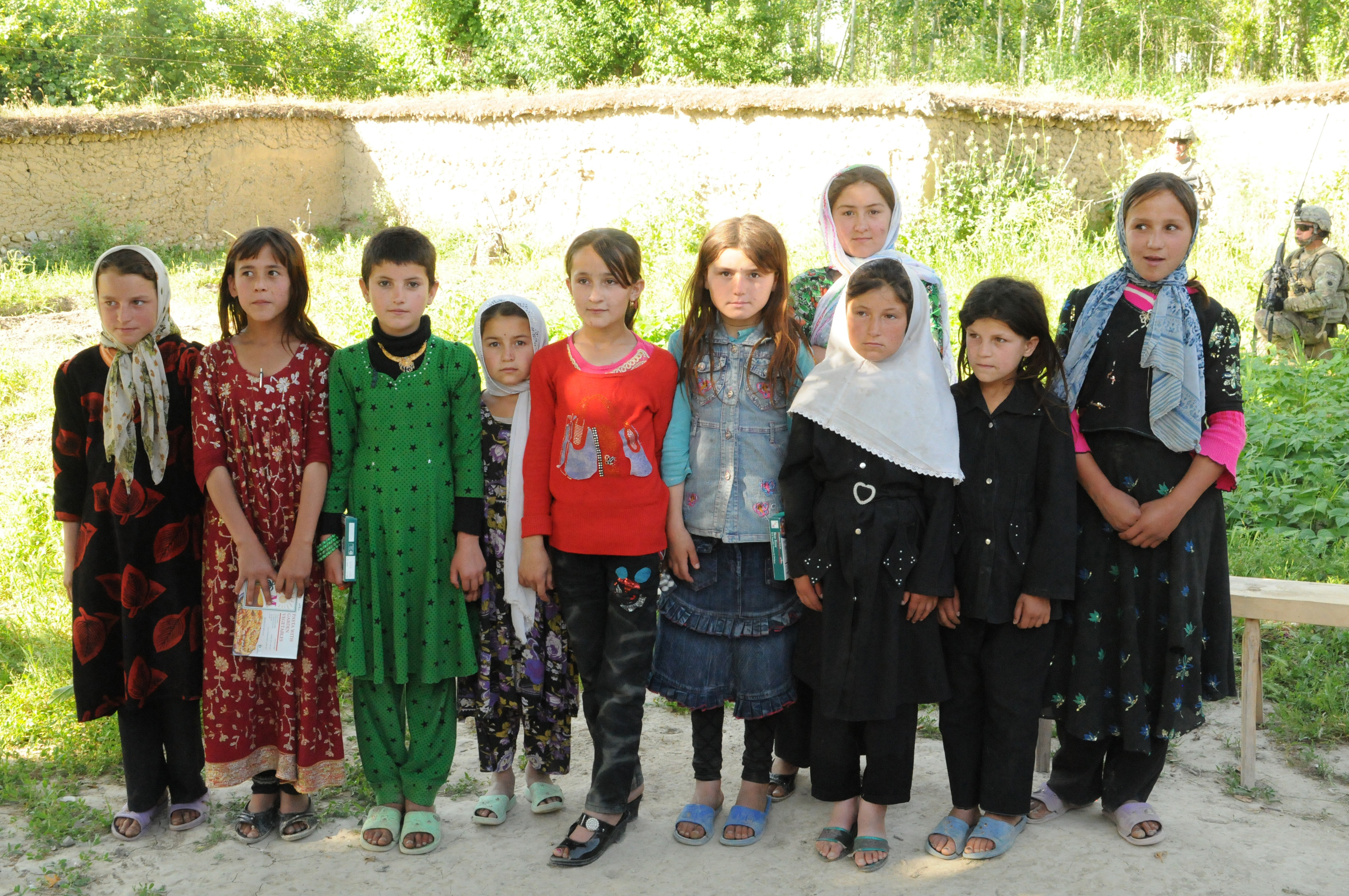
아프가니스탄의 파미르인 어린이들
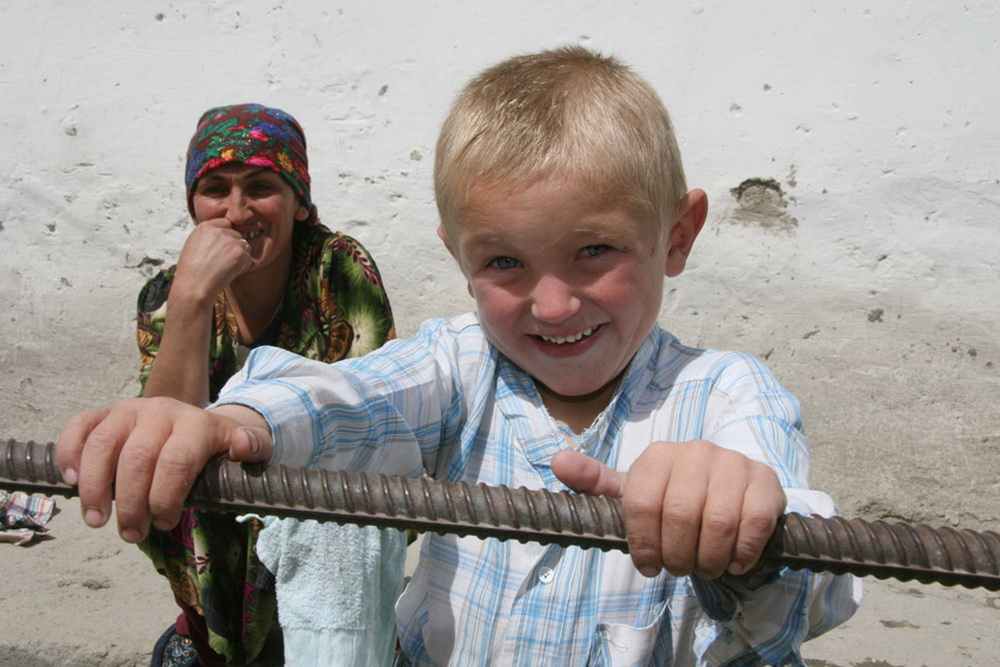
타지키스탄에서 파미르인 여성와 소년
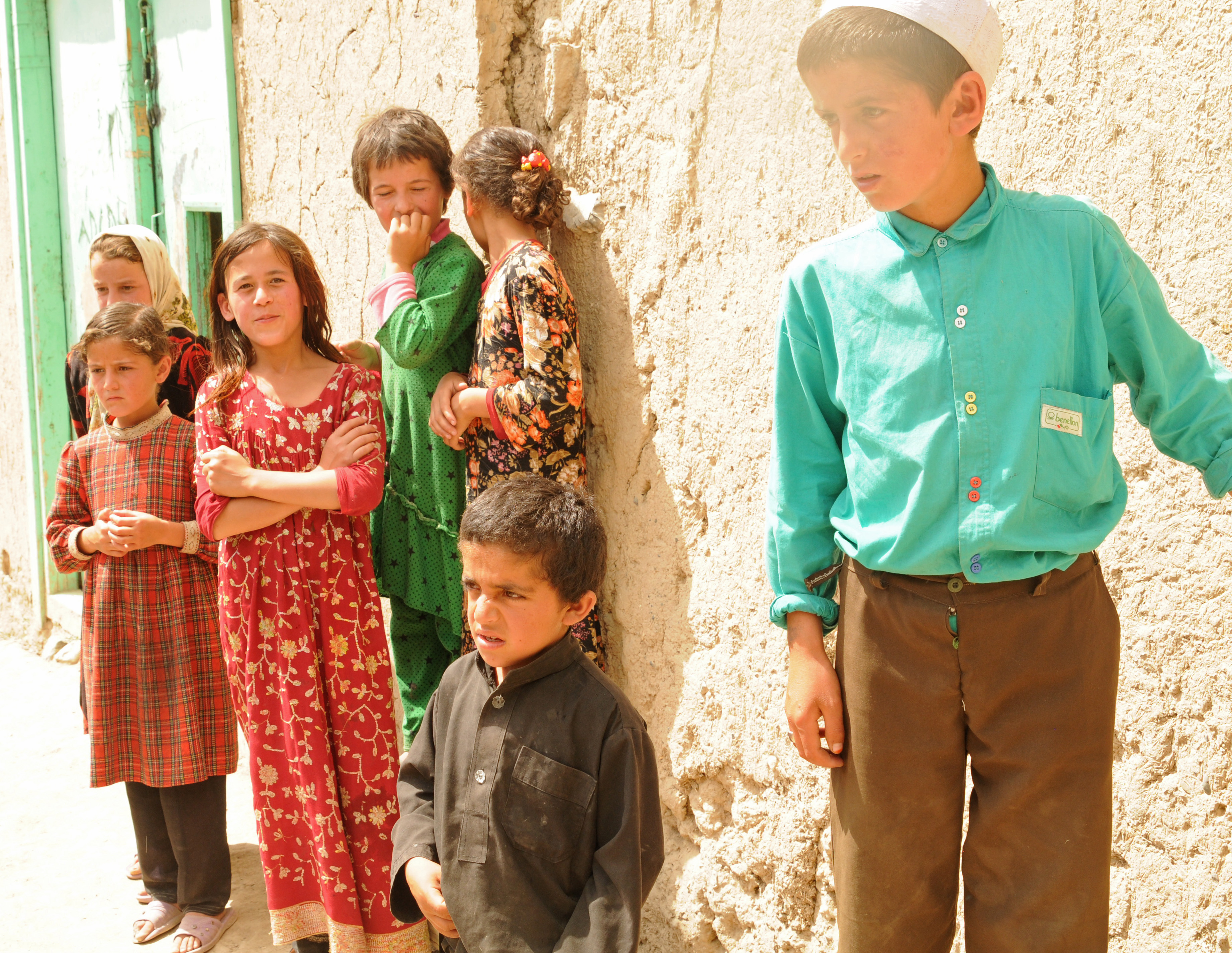
아프가니스탄의 파미르인 어린이들
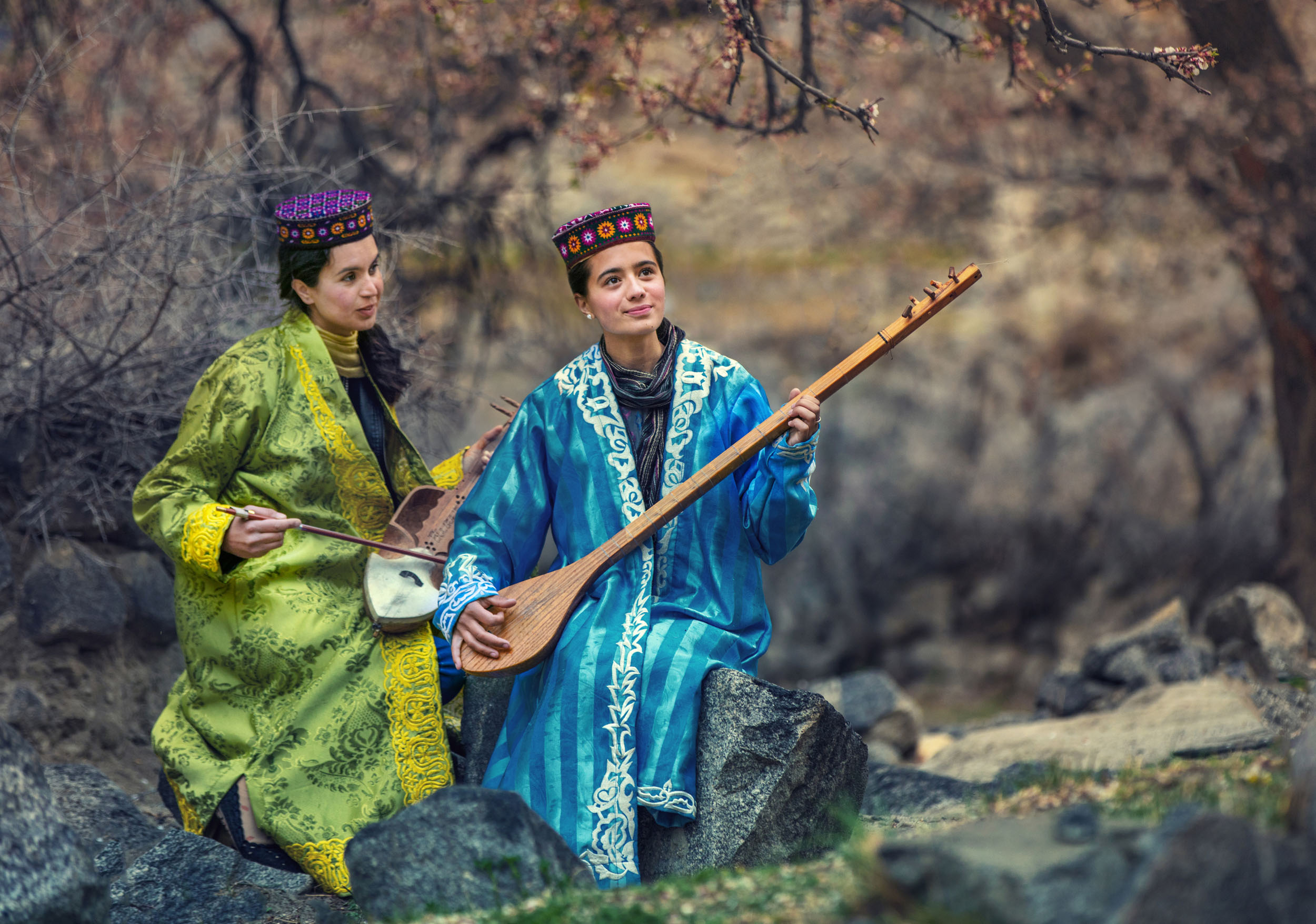
파키스탄의 고잘 계곡에서 사는 와키인 예술가